# Letterhoutem
Letterhoutem is dorp in de Belgische provincie Oost-Vlaanderen en een deelgemeente van de gemeente Sint-Lievens-Houtem, het was een zelfstandige gemeente tot aan de gemeentelijke herindeling van 1977. De plaats ligt in de Denderstreek.
Letterhoutem heeft een rood wapenschild waar 3 sleutels op staan.

## Geschiedenis
In 1140 werd de plaats vermeld als Holthem. "Hout" staat voor bos en hem voor woonplaats of erf. Letterhoutem was dus een woonplaats aan het bos. Later (1187) vindt men de naam tot Lettelhoutem wat "klein Houtem" betekent. In Latijnse charters werd het dorp als Parvo Houthem vermeld, waarbij parvus een Latijnse woord voor klein is. Uit 1336 dateert Littelhouthem (little is nog steeds het Engelse woord voor klein). Later treft men weer de vormen Lettelhoutem en uiteindelijk Letterhoutem aan.
Omstreeks 1140 werd het patronaatsrecht van de kerk overgedragen van de Abdij van Anchin naar de Gentse Sint-Pietersabdij. De voogdij van Letterhoutem berustte bij het Land van Rode.

## Geografie
Letterhoutem ligt in Zandlemig Vlaanderen en bevindt zich in het stroomgebied van de Molenbeek. De hoogte varieert van 27-60 meter.

## Demografische ontwikkeling
- Bronnen:NIS, Opm:1831 tot en met 1970=volkstellingen; 1976 = inwoneraantal op 31 december

## Bezienswaardigheden
- De Heilige-Kruisverheffingskerk
- Aan de kerk staat sedert 1981 een beeld dat veldwachter Raymond Van den Berge - van 1936 tot 1967 - voorstelt, het was hij die de laatste aflezing deed van de gemeentelijke berichten in 1959. Het beeld is van de hand van Antoon De Brauwer (1940-2008) uit Ursel. Het initiatief daarvoor werd genomen in 1978 tijdens het jaar van het dorp.

## Nabijgelegen kernen
Bavegem, Vlierzele, Sint-Lievens-Houtem, Borsbeke